# Паук (фильм, 2002)
«Паук» (англ. Spider) — артхаусный кинофильм канадского режиссёра Дэвида Кроненберга, вышедший на экраны в 2002 году. Снят в лондонском Ист-Энде по одноимённому роману Патрика Макграта (1990).

## Сюжет
Деннис Клег, больной шизофренией, прибывает на поезде из психиатрической лечебницы в родной город, где его поселяют в реабилитационный центр. Он расположен именно в том районе, где прошло детство Денниса. Бродя по знакомым улицам, «Паук» видит, как перед ним встают сцены его безрадостного детства. Вместе с ними к Клегу возвращается страшная психическая травма, искорёжившая всю его жизнь. Сцены прошлого и настоящего начинают незаметно сливаться и переплетаться.

## В ролях
- Рэйф Файнс — Деннис «Паук» Клег
- Гэбриэл Бирн — Билл Клег
- Миранда Ричардсон — Ивонн / миссис Клег
- Джон Невилл — Терренс
- Линн Редгрейв — мисис Уилкинсон
- Брэдли Холл — Деннис в детстве
- Филип Крэйг — Джон
- Клифф Сондерс — Боб
- Гэри Райнеке — Фредди

## Работа над фильмом
В интервью Кроненберг описывает «Паук» как фильм о фантазийной природе воспоминаний и, соответственно, о хрупкости человеческой личности. Сценарист Патрик Макграт адаптировал собственный роман, написанный под впечатлением от работы в психиатрической лечебнице. В романе и сценарии обыгрываются фрейдистские представления об Эдиповом комплексе и комплексе мадонны-блудницы (раздвоение матери в глазах ребёнка).
По словам Кроненберга, финансирование для съёмок удалось найти с большим трудом, во Франции, однако средства поступали настолько нерегулярно, что вся съёмочная группа в конечном итоге осталась без зарплаты. Премьера «Паука» состоялась на Каннском фестивале. В широкий прокат в большинстве стран «Паук» не выходил.

## Критика
Фильм был высоко оценен профессионалами. Вот отзывы ведущих кинокритиков:
- Дж. Розенбаум: «Этот минималистичный, камерный триллер одновременно галлюционаторен и пугающе реалистичен»[2].
- Питер Трэверс (Rolling Stone): «Сердцевина фильма — ужас юного Паука по поводу сексуальной стороны матери. По этой причине Миранда Ричардсон — неотразимо соблазнительная, страшная и смешная — исполняет все основные женские роли. Для Паука она и мадонна, и шлюха, и тюремщица»[3].
- Стивен Холден (New York Times): «Внешний мир отражает, как в зеркале, внутренний мир героя с интенсивностью, которая порождает у нас чувство клаустрофобии… Палитра фильма состоит из выцветших оттенков серого, зелёного и коричневого. Улицы и интерьеры пустынны…»[4].
- Дж. Хоберман, назвавший «Паук» лучшим фильмом 2002 года, провёл параллель между ним и «Жильцом» Р. Поланского. По его словам, фильм выявляет «жуткие формальные красоты даже в измождённых позах главного героя и в жалких пятнах на стенах ночлежки»[5].
- Роджер Эберт: «Мы погружаемся в сознание Паука столь основательно, что отличить реальность от фантазии не представляется возможным. Мы видим всё глазами Паука, а ведь это ненадёжный рассказчик. У истории нет ни входа, ни выхода. Она холодна, уныла и безнадёжна. Фильм вызвал у меня скорее восхищение, чем благодарность»[6].
- Питер Брэдшоу The Guardian оценил фильм на 4 из 5 звезд, назвав его «тщательно поставленным, красиво оформленным и увлекательно сыгранным рассказом по оригинальному роману Патрика МакГрата»[5].

## Награды и номинации
- 2002 — участие в основной конкурсной программе Каннского кинофестиваля.
- 2002 — приз за лучший канадский фильм на Торонтском кинофестивале.
- 2002 — приз имени Жоржа Делерю за лучшую музыку (Говард Шор) на Гентском кинофестивале.
- 2002 — приз за лучшую режиссуру (Дэвид Кроненберг) на Каталонском кинофестивале.
- 2002 — 8-е место в списке лучших фильмов года по версии журнала Cahiers du cinéma.
- 2002 — номинация на премию Европейской киноакадемии за лучший международный фильм, а также номинация на приз зрительских симпатий в категории «Лучший европейский актёр» (Рэйф Файнс).
- 2003 — премия «Джини» за лучшую режиссуру (Дэвид Кроненберг), а также 5 номинаций: лучший адаптированный сценарий (Патрик Макграт), лучшая работа художника-постановщика (Эндрю Сандерс, Арвиндер Грейуол), лучшие костюмы (Дениз Кроненберг), лучший звук, лучший монтаж звука.
- 2003 — две номинации на премию Лондонского кружка кинокритиков: британский актёр года (Рэйф Файнс), британская актриса года (Миранда Ричардсон).
- 2003 — номинация на премию «Спутник» за лучшую женскую роль второго плана в драматическом фильме (Миранда Ричардсон).